# John T. Grigsby
John Thomas „Jack“ Grigsby (* 5. Januar 1890 in Sioux Falls, Minnehaha County, South Dakota, USA; † 14. Januar 1977 in Missouri, USA) war ein US-amerikanischer Politiker. Zwischen 1929 und 1931 war er Vizegouverneur des Bundesstaates South Dakota.

## Werdegang
John Grigsby war ein Bruder von Sioux K. Grigsby (1873–1968), der später ebenfalls Vizegouverneur von South Dakota werden sollte, und von George Barnes Grigsby (1874–1962) einem Kongressdelegierten für das Alaska-Territorium. Über ihn gibt es im Gegensatz zu seinen beiden Brüdern kaum verwertbare Quellen. Nach einem Jurastudium und seiner Zulassung als Rechtsanwalt begann er in Flandreau in diesem Beruf zu arbeiten. Politisch schloss er sich der Demokratischen Partei an, der auch sein Bruder George angehörte, während der andere Bruder Sioux Republikaner war.
Nach dem Tod von Vizegouverneur Clarence E. Coyne wurde Grigsby von Gouverneur William J. Bulow zu dessen Nachfolger im zweithöchsten Staatsamt von South Dakota ernannt. Dieses Amt bekleidete er zwischen 1929 und 1931. Dabei war er Stellvertreter des Gouverneurs und Vorsitzender des Staatssenats. Nach seiner Zeit als Vizegouverneur ist er politisch nicht mehr in Erscheinung getreten. Über seinen weiteren Lebenslauf ist nichts überliefert.